# Naučná stezka Rannametsa-Tolkuse
Naučná stezka Rannametsa-Tolkuse, estonsky Rannametsa-Tolkuse looduse õpperada nebo Rannametsa-Tolkuse looduse õpperada, je naučná stezka u vesnice Rannametsa v obci Häädemeeste v přírodní rezervaci Luitemaa v kraji Pärnumaa v Estonsku.

## Další informace
Okružní naučná stezka Rannametsa-Tolkuse začíná u parkoviště u silnice E67 (značená také 4 a nazývaná Via Baltica) vedoucí z Häädemeeste do Võiste. Stezka má délku 2,2 km a je zčásti pokrytá dřevěným chodníkem. Stezka vede krajinou výrazně utvářenou zaniklým ledovcem v době ledové. Lze spatřit písečné duny zarostlé lesem, rozsáhlé bažiny/rašeliniště Tolkuse, vrchol Tornimägi (nejvyšší písečná duna v Estonsku) s 18 m vysokou rozhlednou (dle stavu z července 2022 se věž celkově rekonstruuje). Z věže je nádherný výhled po celé krajině a na moře. Stezka je doplněna informačními panely. Některé úseky stezky jsou kvůli renovaci uzavřené až do dubna 2023. Zřizovatelem trasy je RMK.

## Galerie

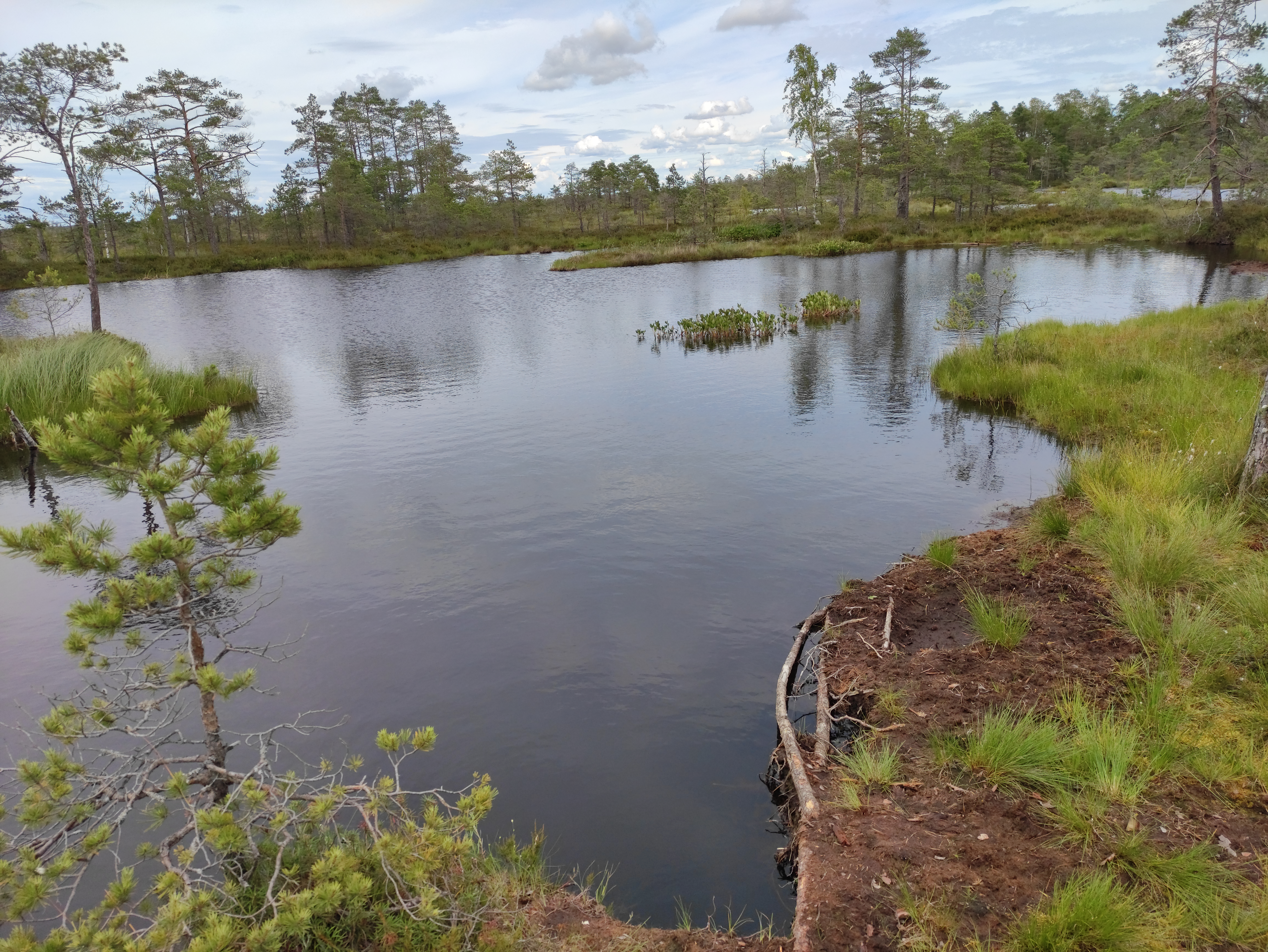
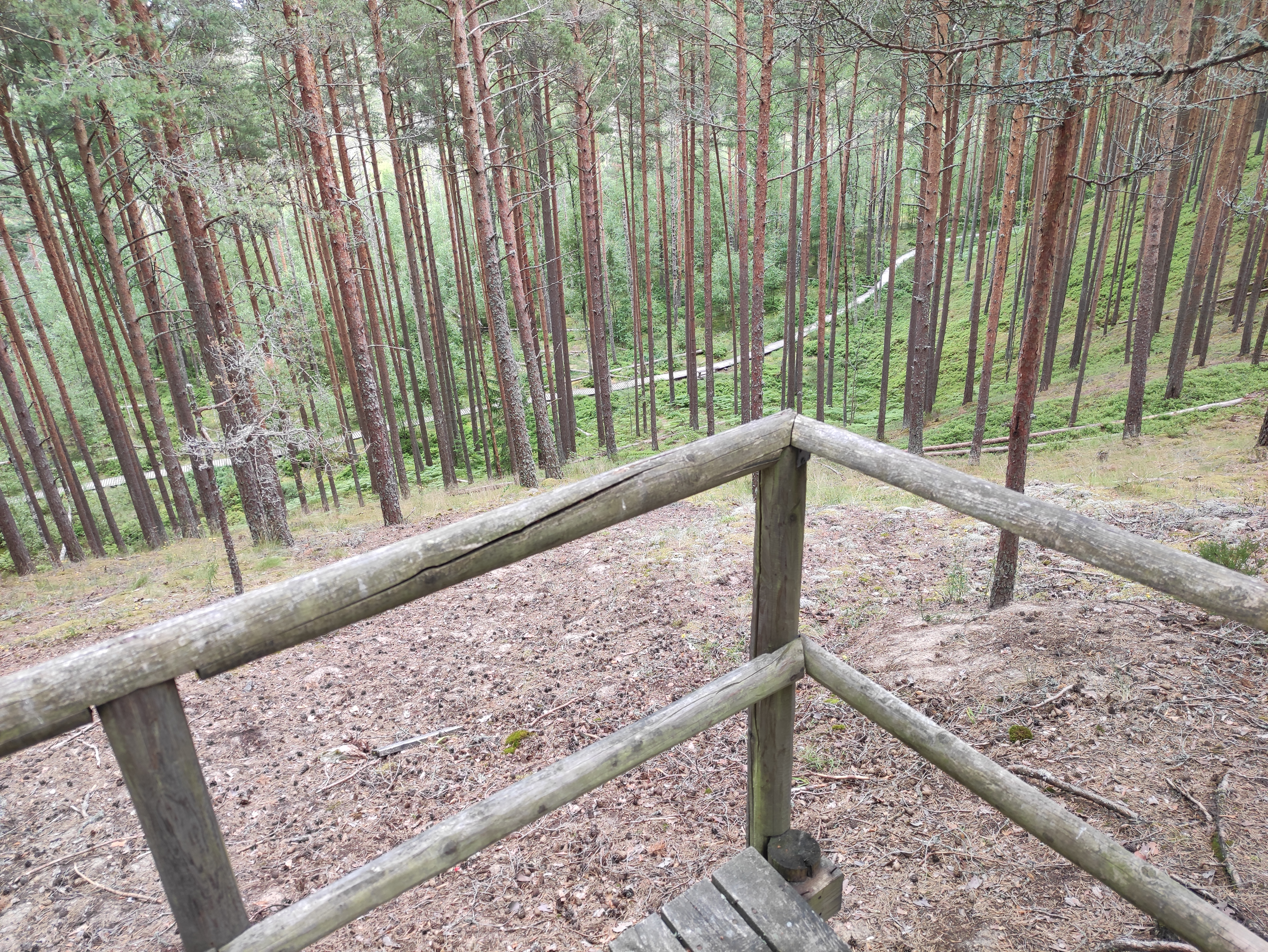
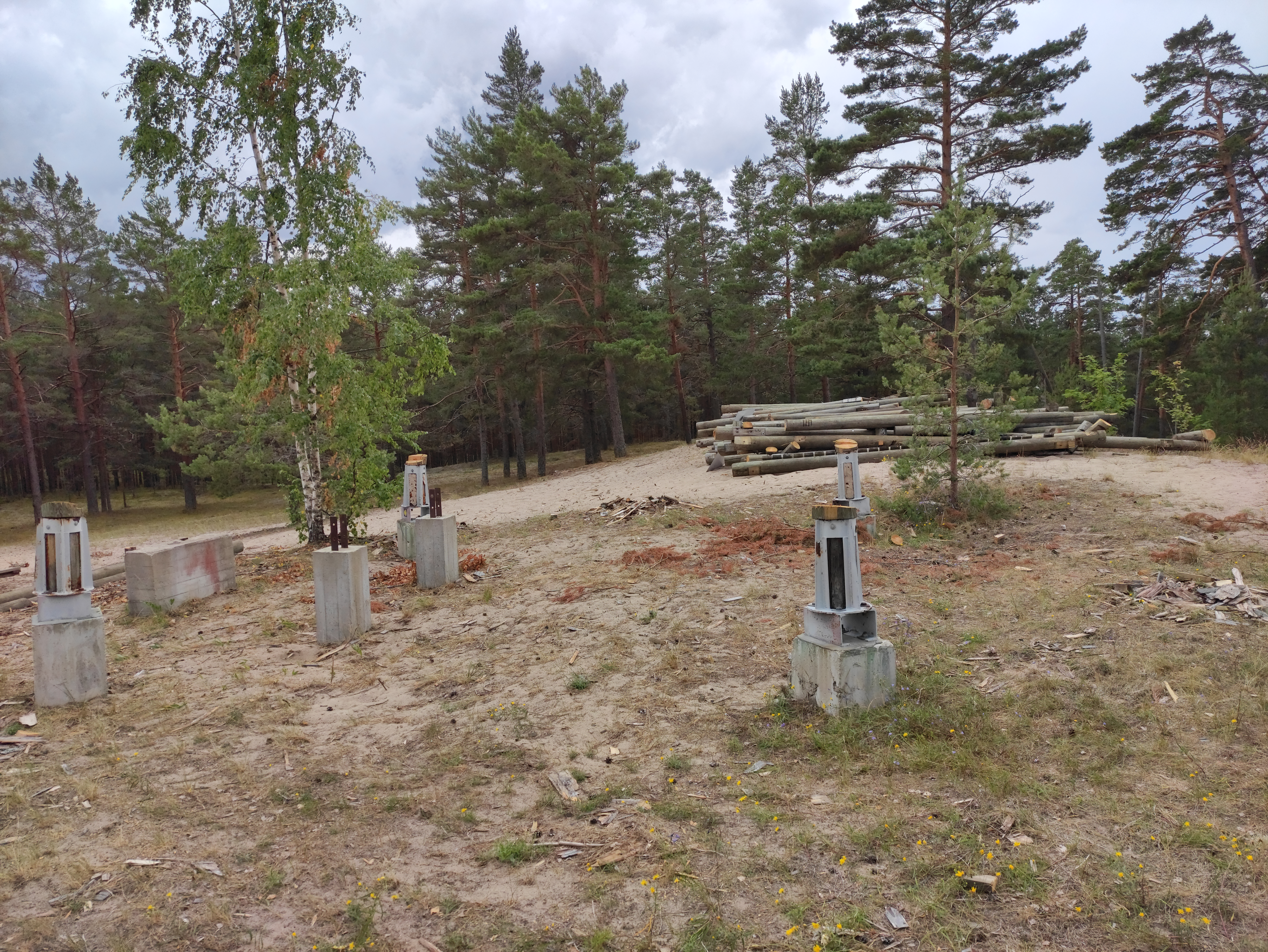
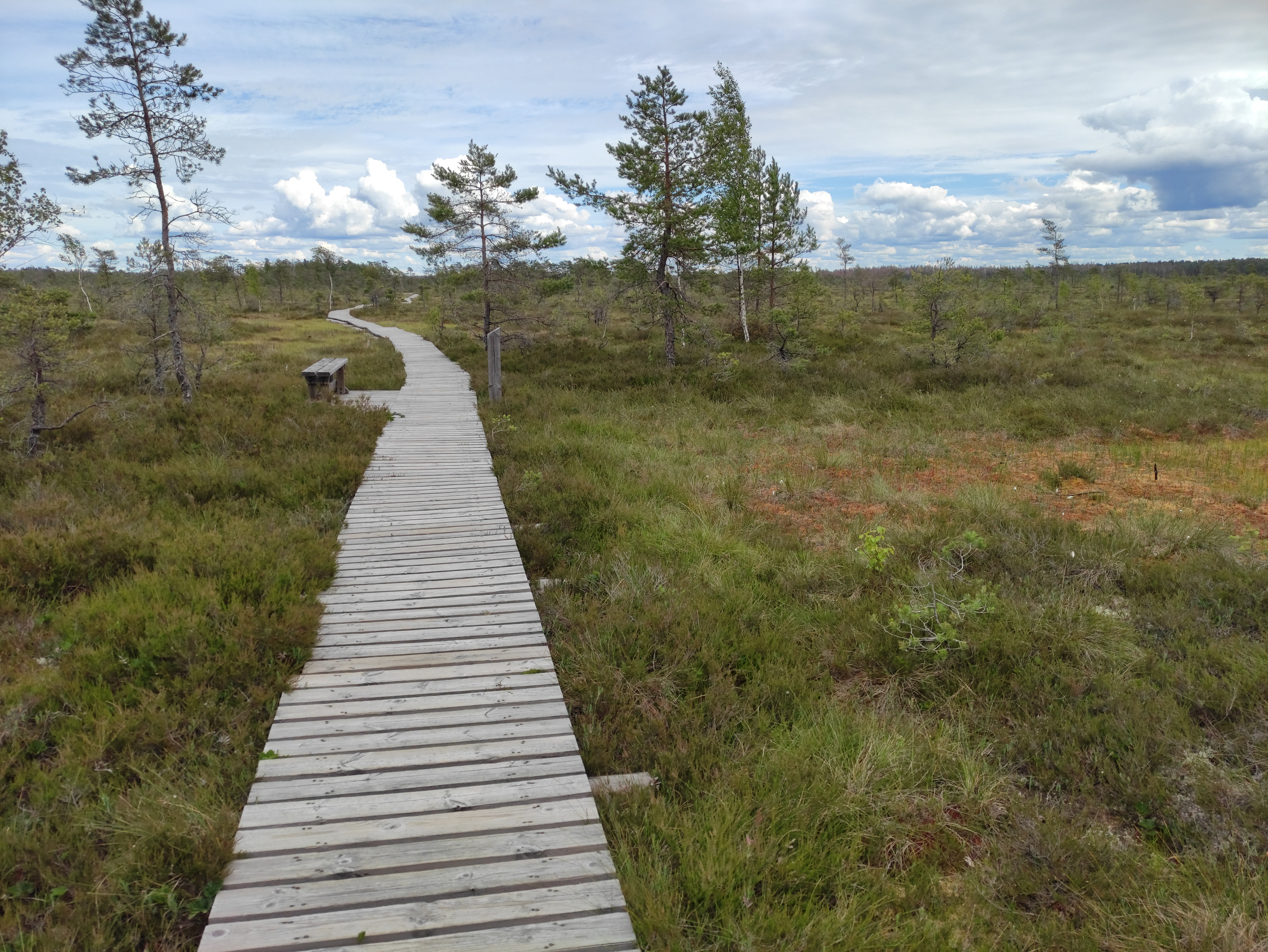